# Тимбалан Янг ди-Пертуан Агонг
Тимбалан Янг ди-Пертуан Агонг (малайск. «Заместитель того, кто создан Верховным Господином») — титул заместителя Верховного Правителя (выборного монарха) Малайской Федерации и Малайзии, созывает и председательствует на Совете Правителей.

## Конституционный статус
В соответствии со ст. 33 Конституции Малайзии 1957 года, Тимбалан Янг ди-Пертуан Агонг является первым заместителем Верховного Правителя Малайской Федерации. Тимбалан Янг ди-Пертуан Агонг избирается Советом Правителей Малайзии на срок 5 лет из состава правителей монархий, входящих в состав Малайской Федерации. В период своего правления Тимбалан Янг ди-Пертуан Агонг может в любое время отказаться от своей должности, направив собственноручно написанное заявление в Совет Правителей Малайзии, а также может быть отстранен от должности Советом Правителей. Конституция запрещает Тимбалан Янг ди-Пертуан Агонгу занимать любые оплачиваемые должности, активно участвовать в каком-либо коммерческом предприятии.
В случае когда должность Янг ди-Пертуан Агонга является вакантной, а также в любой период времени, когда Янг ди-Пертуан Агонг не может осуществлять свои должностные функции вследствие болезни или по другим причинам это делает Тимбалан Янг ди-Пертуан Агон. В случае смерти или добровольной отставки Янг ди-Пертуан Агона Тимбалан Янг ди-Пертуан Агон как правило становится Верховным правителем Малайзии.

## Избрание Тимбалан Янг ди-Пертуан Агонга
На эту должность может быть избран только правитель (монарх) субъекта Федерации, за исключением наличия одного из трёх обстоятельств:
- этот правитель является несовершеннолетним,
- он уведомил Хранителя государственной печати о своем нежелании быть избранным,
- Совет Правителей тайным голосованием решил, что по любой причине (например, по причине психического или физического расстройства) он не подходит на должность Тимбалан Янг ди-Пертуан Агонга.

Резолюция об избрании Тимбалан Янг ди-Пертуан Агонга принимается только если за неё проголосует не менее пяти членов Совета Правителей.
Совет Правителей предлагает должность Тимбалан Янг ди-Пертуан Агонга тому правителю, Государство которого стоит первым в избирательном списке, а если он отказывается, то правителю, Государство которого стоит следующим в этом списке, и т. д., пока очередной правитель не согласится на занятие этой должности.
C 2011 года избирательный список выглядит следующим образом:
1. Паханг
2. Джохор
3. Перак
4. Негри-Сембилан
5. Селангор
6. Перлис
7. Тренгану
8. Кедах
9. Келантан

После каждых выборов этот список изменяется следующим образом: названия государств, предшествующих в списке государству, правитель которого избран, переносятся (в том порядке, в котором они значатся в списке) в конец этого списка; и название государства, правитель которого избран, ставится в списке последним. C 2016 года этот пост занимает Назрин Муизуддин Шах султан Перака.
Вместе с Тимбалан Янг ди-Пертуан Агонгом Совет Правителей избирает и Верховного правителя Малайзии с титулом Янг ди-Пертуан Агонг. Через пять лет, при соблюдении всех формальностей, (если не случиться смерти Янг ди-Пертуан Агонга и Тимбалан Янг ди-Пертуан Агонга)  Верховным правителем становится Тимбалан Янг ди-Пертуан Агонг.
В случае смерти или отречения от власти в своём штате Тимбалан Янг ди-Пертуан Агонга созывается новое заседание Совета Правителей на котором избирается новый Тимбалан Янг ди-Пертуан Агонг. До истечения срока полномочий действующего Янг ди-Пертуан Агонга государство (штат) предыдущего Тимбалан Янг ди-Пертуан Агонга имеет, при соблюдении всех формальностей, рекомендовать своего правителя на этот пост.

## Факты
- В истории Малайзии только два Верховных правителя (самый первый и нынешний) не занимали должности Тимбалан Янг ди-Пертуан Агонга.
- В истории Малайзии только два Тимбалан Янг ди-Пертуан Агона не являлись Верховными правителями Малайзии. Один умер на этом посту, другой же сейчас занимает это место.
- В истории Малайзии только два Тимбалан Янг ди-Пертуан Агона дважды занимали этот пост.